# 繆斌
繆 斌（ぼく ひん/みょう ひん/びゅう ひん、生年不明 - 1946年〈民国35年〉5月21日）は、中華民国の政治家。字は弼丞。号は丕成。中国国民党の党人政治家で、後に汪兆銘政権（汪兆銘政権）に属した。いわゆる繆斌工作の当事者であり、日中和平交渉を進めようとしたが、失敗に終わった。

## 生涯

### 国民党のエリート
上海南洋大学電気科を卒業後、1922年（民国11年）に中国国民党に加入する。翌年に黄埔軍官学校が開校すると、同校教授部の電訊・政治教官として招聘された。1925年（民国14年）2月、軍校教導第1団党代表に任ぜられ、第1次東征に参加している。同年4月、軍校内右派の孫文主義学会で発起人の1人となった。10月、国民革命軍第1軍第2師党代表に任ぜられ、第2次東征に従軍した。
1926年（民国15年）1月、中国国民党第2期候補中央執行委員に選出された（以後、第3期、第4期でも同様）。同年7月、蔣介石が北伐開始を宣誓すると、繆斌は総予備隊政治部主任・第1軍副党代表・東路軍総指揮部政治部主任・軍需処処長の要職を兼任することになっている。翌年4月、国民革命軍総司令部軍需局中将局長に昇進し、10月には国民政府軍事委員会経理処処長に任ぜられた。
1928年（民国17年）1月、国民革命軍総司令部経理処処長にも任ぜられる。3月、江蘇省政府委員に任ぜられ、11月には同省政府民政庁庁長も兼ねた。8月には、国民党5中全会で中央執行委員に補充選出されている。このほか同年には、国民党党務委員会委員、中央民衆訓練委員会常務委員、軍事委員会海陸軍法規編纂委員会特別委員にも任ぜられた。同時期、国民政府立法院立法委員に任命された。
しかし1931年（民国20年）、汚職事件により弾劾され、各職を辞任して日本に赴いている。ただしこの辞任については、日ごろから私淑していた胡漢民が蔣介石により監禁されたことに反発してのもの、との説もある。帰国後の1933年（民国22年）に『武徳論』という書物を著し、武力こそが道徳であり、軍人は服従こそが天職である、との主張を唱えた。

### 親日政権への参加
日中戦争勃発後の1937年（民国26年）12月、繆斌は、北平（北京）に成立した親日政権の中華民国臨時政府に参加した。新民会中央指揮部部長に就任し、会長の王克敏を補佐している。この頃、石原莞爾と親交を結び、「東亜連盟運動」を推進している。
1940年（民国29年）3月、汪兆銘（汪精衛）が南京国民政府を樹立すると、繆は中央政治委員会聘請委員に任命された。6月に憲政実施委員会常務委員、7月に中日文化協会名誉理事・中国教育建設教会名誉理事長となる。8月に新民会副会長（会長は王揖唐）になった。9月12日、華北政務委員会委員に特派され、12月には（汪派）中国国民党中央執行委員に選出されている。
1941年（民国30年）2月に東亜聯盟中国総会の常務理事となり、さらに立法院副院長と軍事委員会委員にも任命された。翌年8月に考試院副院長と要職を歴任した。1943年（民国32年）4月、第4期中央政治委員会で指定委員に選出されている（第5期も同様）。

### 繆斌工作

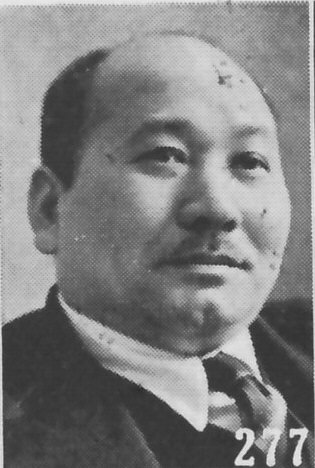
繆斌 (1940年前後)

一方で繆斌は、1943年（民国32年）8月から、蔣介石の重慶国民政府の軍統や何応欽と連絡を取り始めている。1945年（民国34年）3月、繆は重慶国民政府の密命を受けたとして訪日し、日本の傀儡政権であった南京政府の解消と交換に日本軍の中国撤退・満州国の認知などを条件とする日中の単独和平交渉を小磯國昭内閣に提案した。すでに対英米戦線で敗色濃厚に陥り、連日の激しい本土空襲に苦しんでいた日本にすれば、繆斌の示した条件はかなりよいものであった。また対英米戦に突入した原因が中国問題であったことからして、対中国和平（繆斌工作）はこの戦争突入の原因そのものを解消できるということを意味していた。
この交渉を主導したのは小磯國昭首相や国務大臣・情報局総裁緒方竹虎らであり、天皇に近い東久邇宮稔彦王もこの和平工作に賛成・期待していた。3月21日、小磯は繆斌を最高戦争指導会議に招致することを閣僚に提案し、当初はこの和平工作に陸海軍首脳も賛成の意向であった。
しかし、外務大臣重光葵が猛反対する。重光は、非正規の外交ルートによる外交交渉に反対という原則論に加え、和平工作そのものにも激しい批判を加えた。重光によれば、繆は「いかがわしい和平ブローカー」にすぎず、日本の機密情報を手土産に蔣介石に帰参しようと考えているだけで、蔣介石には繋がっていないとし、それを証明する情報を陸海軍首脳に提示した。この重光の反対を受けて、杉山元陸相と米内光政海相も見解を変更し、繆を通じての和平工作に反対した。小磯はあくまで交渉の続行にこだわり、4月2日に昭和天皇に繆を引き留めることを進言した。しかしこれがかえって天皇の不興と不信を買うことになる。4月3日、天皇は繆斌の帰国を小磯に指示、この工作の失敗を受けて、小磯は内閣を総辞職するに至った。
繆が果たして蔣介石の密命を本当に帯びていたのかについては今日に至るまでさまざまな議論があり、たとえば彼が「私が東京に滞在中は、東京空襲はおこなわれないはずでしょう」という奇妙な発言を日本滞在中にしていたことを戸川猪佐武らが指摘している。事実、彼の滞在期間は東京空襲はおこなわれなかった。また戦後南部圭助（頭山満の腹心）は、蔣介石に繆斌工作が蔣自身の指示で行なわれたことを直接確認したとしており、繆斌の長男である繆中も同工作が正式な和平工作であったことを証言している。

### 突然の処刑
日本敗北直後の1945年（民国34年）9月27日から始まった漢奸狩りにおいて、上海で繆斌は軍統に逮捕された。繆は獄中で「私の対日工作（原題「我的対日工作」）」を執筆し、弁明を試みている。しかし翌1946年（民国35年）4月3日より、江蘇高等法院で審理が開始され、8日には敵国通謀の罪（いわゆる「漢奸」の罪）で石美瑜裁判長により死刑が言い渡された。漢奸粛清で最後に捕まったにもかかわらず最初に処刑された。
繆斌は控訴を試みるもならず、同年5月21日に蘇州獅子口第3監獄で銃殺刑に処せられた。享年48。繆の処刑は、陳公博のそれ（同年6月3日）よりも早い。繆は蘇州郊外に埋葬されたが、文化大革命で墓所が破壊され、遺骨の所在は不明となっているという。
繆斌の死刑判決に至るまでの審理とその死刑執行は余りにも素早かった。そのため、蔣介石には繆を「漢奸」として処断する以外にも、別の意図があったと推察する見方がある。たとえば劉傑と鄭仁佳は、東京裁判において繆が和平工作の証人として呼ばれる動きを事前に察知した、蔣による口封じの可能性を指摘している。和平工作が公になれば、カイロ会談で蔣が徹底した対日抗戦を主張しながら、その裏で日本との和平を目論んだことが露見するためである。つまり蔣介石のこの慌てた処刑処置こそが、繆を通じての和平工作が蔣介石の真意だったということを証明しているということになる。